# Chiquimula (municipio)
Chiquimula (del Ch’orti’«Chiquimuljá», que significa tierra de pájaros) es una ciudad y la capital del Departamento de Chiquimula localizada a 170 km de la Ciudad de Guatemala y que pertenece al triángulo Norte junto con Camotán y Jocotán en la República de Guatemala. 
Durante la época colonial fue parte del Corregimiento de Chiquimula de la Sierra; luego, el terremoto del 2 de junio de 1765 la destruyó, arruinando la iglesia, dejando cincuenta y tres fallecidos y numerosos heridos. Tras la Independencia de Centroamérica en 1821, el poblado de Chiquimula fue asignado como sede del Circuito homónimo en el Distrito N.º4 (Chiquimula) para la impartición de justicia por medio de juicios de jurados.
A partir del año 2,000 es miembro de la Mancomunidad de Nor-Oriente de Guatemala, y para la presente década, Chiquimula es considerado uno de los municipios más prósperos del oriente guatemalteco, debido al rápido crecimiento en su comercio local e internacional.
Entre sus atractivos turísticos se encuentran las ruinas coloniales de la iglesia de Chiquimula de la Sierra, la cual fue destruida por el terremoto de la Santísima Trinidad en 1765 y conserva vestigios de su esplendor a pesar de haber estado abandonada desde entonces.

## Toponimia
Muchos de los nombres de los municipios y poblados de Guatemala constan de dos partes: el nombre del santo católico que se venera el día en que fueron fundados y una descripción con raíz náhuatl; esto se debe a que las tropas que invadieron la región en la década de 1520 al mando de Pedro de Alvarado estaban compuestas por soldados españoles y por indígenas tlaxcaltecas y cholultecas. Así pues, el topónimo «Chiquimula» proviene de la palabra náhuatl «Chiquimolín» que significa «jilguero».

## Demografía
La población oficial según el XII Censo Nacional de Población y VII Censo Nacional de Vivienda, del 2018 es de 111,505 habitantes, siendo uno de los municipios más densamente poblados del Oriente del país.
Del total de sus habitantes, el 98.75% se autoidentifican como ladinos y el resto como indígenas, principalmente de la etnia maya chortí. La mayor parte de la población, el 80% sabe leer y escribir, mientras que el 20% es analfabeta. Por grupos de edad, de 0 a 14 años son el 32.3%, de 15 a 64 el 61.3% y de 65 o más años son 6.4%. Alrededor del 50% de sus habitantes se encuentran en el área urbana, mientras el resto pertenece al área rural.

## División política
El municipio de Chiquimula cuenta con ciento cuarenta y tres comunidades extendidas en dentro de su territorio. Las principales aldeas del municipio son:
| Tipo   | Nombres |
| ------ | --- |
| Aldeas | 1. Shusho Arriba 2. Petapilla 3. El Ingeniero 4. Santa Bárbara 5. Sillón Arriba 6. Sillón Abajo 7. Maraxcó 8. Pinalito 9. El Pato 10. El Conacaste 11. Las Tablas 12. La Laguna 13. El Morral 14. Shororaguá 15. Sábana Grande 16. El Obraje 17. San Esteban 18. Santa Elena 19. Vado Hondo 20. La Puente 21. El Sauce |

Por su parte, la ciudad de Chiquimula está dividida en siete zonas, las cuales se van distribuyendo conforme el crecimiento de la ciudad.
| N.° de Zona | Ubicación en la ciudad | Colindancias                       | Descripción |
| ----------- | ---------------------- | ---------------------------------- | --- |
| 1           | Centro                 | Todas las zonas, excepto la zona 7 | Es la zona más comercial y una de las más grandes en superficie; en ella se ubican lugares importantes como el Parque Central, la municipalidad, el edificio de la gobernación departamental, el Santuario de Nuestra Señora del Tránsito, la iglesia del Calvario y su respectivo parque, la Iglesia de Nuestra Señora de la Candelaria, el mercado municipal y la Terminal de Buses con su mercado. Es atravesada por la calle principal — que es la 3.ª calle— y posee varios barrios y sectores entre los que destacan «El Centro», «La Democracia», Sasmó Arriba, «El Teatro», «El Calvario», «El Ángel», «La Torre», «Nuestra Señora de Candelaria» y «La Terminal». Dentro de la nomenclatura de calles de la ciudad, la zona 1 posee seis calles y quince avenidas, sin contar las calles letradas y callejones. Es la más antigua de la ciudad con construcciones que datan del siglo xix especialmente, el sector central de la ciudad, así como los barrios «La Democracia», «Sasmó Arriba» y «El Calvario», donde hay construcciones que son patrimonio de la ciudad. Estas edificaciones tienen tendencias coloniales que se distinguen por sus grandes cuadras y largas y anchas calles y avenidas. Es la zona más transitada de la ciudad, porque en ella se encuentran muchos de los más importantes comercios de la región. El área comercial de esta zona se sitúa principalmente entre la primera y sexta calle y la sexta y undécima avenida, abarrotadas de locales comerciales de diferentes productos y servicios. Otra característica peculiar es que en el área occidental y norte de la zona 1, existen decenas de callejones, especialmente en el barrio «La Democracia», donde se cree que se establecieron los primeros habitantes de la nueva ciudad de Chiquimula. |
| 2           | Norte                  | Zonas 1, 3, 5 y 7.                 | En esta zona se encuentran puntos importantes de la ciudad como el Templo de Minerva, el edificio de Tribunales, parte de la Terminal de Buses y el campo de la Feria. Es una zona predominantemente residencial; con varios barrios, colonias, sectores o residenciales como: Linda Vista I y II, Ruano, Lone, Sasmó Abajo, El Milagro, Minerva I y II, Las Lomas, Residenciales Buenaventura, y otros sectores más. Dentro de la misma está la Calzada Héctor Agusto España Bracamonte, o más conocida como Calzada 2 Héctor, la cual es muy transitada por vehículos debido a que es una de las tres entradas principales que posee la ciudad. Es un área original de la ciudad; por ejemplo el barrio «Sasmó Abajo» es uno de los más antiguos del casco urbano, y fue conocido en su tiempo como «el barrio de los desnudos», debido a que los niños se bañaban sin ropa en el río Sasmó que está contiguo a este legendario barrio. Asimismo, las colonias «Lone» y «El Milagro», cuentan con muchos años de existencia en comparación con las demás colonias de la ciudad. El trazado de las calles en esta zona es irregular, a pesar de ser calles rectas y anchas. |
| 3           | Oeste                  | zonas 1, 2 y 3                     | En esta zona se encuentran importantes colonias y barrios como: Colonia Los Ángeles (Banvi), San Francisco, Residenciales Chiquimula, Residenciales Canaán, El Ángel, Valle Nuevo, entre otros. También se encuentra en allá la Parroquia de San Francisco de Asís, en el barrio del mismo nombre, la cual es muy concurrida especialmente los domingos. Las calles de la zona 3, son por lo general bastante bien organizadas, especialmente en la colonia «Banvi», donde a pesar de ser reducidas las calles gozan de un buen orden. Además cuenta con una gran serie de servicios públicos. |
| 4           | Centro                 | Zonas 1 y 4                        | Es una de las más populosas de la ciudad y se distingue por sus calles sin trazo previo aparente, múltiples callejones y casas antiguas. Justo en la entrada está el puente «del Molino» y una pequeña plaza. Al igual que la zona 1, es una de las más antiguas, aunque ha experimentado un rápido crecimiento territorial y poblacional hacia el este y sur de la ciudad. En ella se ubica el conocido Barrio «El Molino», y colonias como: Las Brisas, El Caminero, El Maestro, El Manguito, Las Flores, San Pedrito y San Isidro, colonia el Centro, Brisas de San José, La Lemus, entre otros. |
| 5           | Este                   | Zonas 1 y 6                        | En esta zona se encuentra el popular barrio «El Zapotillo», y colonias como: Cuatro de Febrero, Los Cerezos, Iglesia Antigua, La Estación, Las Rosas y Bella Vista. En el barrio «El Zapotillo» y la colonia «Cuatro de Febrero», especialmente, se mantienen muchas costumbres de las décadas pasadas como salir a las aceras a hablar por las tardes o noches. |
| 6           | Sur                    | Zonas 1 y 5                        | Es la zona menos poblada y de menor extensión; los barrios y colonias que posee son: Las Lomas, Los Duarte, Las Rosas y Residenciales «G&T». |
| 7           | Norte                  | Zona 2 y 7                         | En esta zona está Barrio de Shusho Abajo —absorbido por el área urbana de la ciudad—, y las colonias «La Colina», El «Shoropín», «Las Lomas» y «El Mirador» |

## Geografía física
Está ubicada en el norte del Departamento del mismo nombre, a 167 km de la Ciudad de Guatemala. La geografía del municipio es muy variada a pesar de su corto espacio en el territorio de Guatemala, pues comprende tan sólo 2 de los 372 km², lo que supone el 15,5% del territorio del departamento de Chiquimula.
Este municipio presenta diferentes planos geográficos, que van desde las altas montañas heladas y húmedas, hasta los valles soleados y secos. Chiquimula básicamente está rodeado de montañas con un valle en la región central. Las altitudes que prevalecen van desde los 300 m s. n. m. de sus valles hasta los más de 1.500 de altitud de sus montañas.
El valle de Chiquimula es atravesado por los ríos: río Grande al noreste, río San José de norte a sur y el río Shutaque que desemboca en el San José justo a la entrada de la ciudad de Chiquimula. Asimismo, cuenta con varios riachuelos y nacimientos de agua distribuidos en diferentes puntos.

### Clima
El clima es muy cálido y seco la mayor parte del año, y según la Clasificación Climática de Köppen, está clasificado como Clima Semiárido Cálido, con el subtipo Tropical Seco Monzónico (BShw); debido a su poca altitud (324 m s. n. m.), con temperaturas de entre 25° y 35°C durante todo el año. Los meses más cálidos son por lo general de marzo a septiembre y los menos de octubre a febrero. En el área urbana de Chiquimula, las temperaturas en el verano han llegado a superar los 40°C, convirtiéndola en una de las ciudades más cálidas del país.
No obstante, a pesar del clima en la ciudad, en muchas aldeas cercanas como La Laguna, Maraxcó, Santa Bárbara o El Paso del Credo, la temperatura puede llegar a ser fría durante las noches, debido a la altitud a la que se ubican.
| Parámetros climáticos promedio de Ciudad de Chiquimula | Parámetros climáticos promedio de Ciudad de Chiquimula | Parámetros climáticos promedio de Ciudad de Chiquimula | Parámetros climáticos promedio de Ciudad de Chiquimula | Parámetros climáticos promedio de Ciudad de Chiquimula | Parámetros climáticos promedio de Ciudad de Chiquimula | Parámetros climáticos promedio de Ciudad de Chiquimula | Parámetros climáticos promedio de Ciudad de Chiquimula | Parámetros climáticos promedio de Ciudad de Chiquimula | Parámetros climáticos promedio de Ciudad de Chiquimula | Parámetros climáticos promedio de Ciudad de Chiquimula | Parámetros climáticos promedio de Ciudad de Chiquimula | Parámetros climáticos promedio de Ciudad de Chiquimula | Parámetros climáticos promedio de Ciudad de Chiquimula |
| Mes                                                    | Ene.                                                   | Feb.                                                   | Mar.                                                   | Abr.                                                   | May.                                                   | Jun.                                                   | Jul.                                                   | Ago.                                                   | Sep.                                                   | Oct.                                                   | Nov.                                                   | Dic.                                                   | Anual                                                  |
| ------------------------------------------------------ | ------------------------------------------------------ | ------------------------------------------------------ | ------------------------------------------------------ | ------------------------------------------------------ | ------------------------------------------------------ | ------------------------------------------------------ | ------------------------------------------------------ | ------------------------------------------------------ | ------------------------------------------------------ | ------------------------------------------------------ | ------------------------------------------------------ | ------------------------------------------------------ | ------------------------------------------------------ |
| Temp. máx. abs. (°C)                                   | 29                                                     | 32                                                     | 41                                                     | 42                                                     | 39                                                     | 39                                                     | 39                                                     | 38                                                     | 33                                                     | 31                                                     | 29                                                     | 28                                                     | 42                                                     |
| Temp. máx. media (°C)                                  | 27                                                     | 29                                                     | 38                                                     | 39                                                     | 36                                                     | 36                                                     | 36                                                     | 35                                                     | 31                                                     | 30                                                     | 28                                                     | 27                                                     | 33                                                     |
| Temp. mín. media (°C)                                  | 17                                                     | 17                                                     | 29                                                     | 30                                                     | 26                                                     | 25                                                     | 25                                                     | 25                                                     | 24                                                     | 21                                                     | 18                                                     | 17                                                     | 22                                                     |
| Temp. mín. abs. (°C)                                   | 13                                                     | 14                                                     | 26                                                     | 27                                                     | 24                                                     | 23                                                     | 23                                                     | 23                                                     | 22                                                     | 20                                                     | 15                                                     | 13                                                     | 13                                                     |
| Fuente: INSIVUMEH 2007                                 |                                                        |                                                        |                                                        |                                                        |                                                        |                                                        |                                                        |                                                        |                                                        |                                                        |                                                        |                                                        |                                                        |

### Ubicación geográfica
Sus colindancias son:
- Sur: Zacapa, municipio del departamento de Zacapa
- Norte: San José la Arada y San Jacinto, municipios del departamento de Chiquimula
- Este: Jocotán y San Juan Ermita, municipios del departamento de Chiquimula
- Oeste: San Diego, municipio del departamento de Zacapa[11]

|                  | Norte: Zacapa                      |                                 |
| Oeste: San Diego |                                    | Este: Jocotán y San Juan Ermita |
|                  | Sur: San José la Arada San Jacinto |                                 |

## Gobierno municipal
Los municipios se encuentran regulados en diversas leyes de la República, que establecen su forma de organización, lo relativo a la conformación de sus órganos administrativos y los tributos destinados para los mismos.  Aunque se trata de entidades autónomas, se encuentran sujetos a la legislación nacional y las principales leyes que los rigen desde 1985 son:
| N.º | Ley                                                | Descripción |
| --- | -------------------------------------------------- | --- |
| 1   | Constitución Política de la República de Guatemala | Tiene una regulación legal específica para los municipios en los artículos 253 al 262. |
| 2   | Ley Electoral y de Partidos Políticos              | Ley de carácter constitucional aplicable a los municipios en el tema de la conformación de sus autoridades electas. |
| 3   | Código Municipal                                   | Decreto 12-2002 del Congreso de la República de Guatemala. Tiene la categoría de ley ordinaria y contiene preceptos generales aplicables a todos los municipios, e inclusive contiene legislación referente a la creación de los municipios.             |
| 4   | Ley de Servicio Municipal                          | Decreto 1-87 del Congreso de la República de Guatemala. Regula las relaciones entra la municipalidad y los servidores públicos en materia laboral. Tiene su base constitucional en el artículo 262 de la constitución que ordena la emisión de la misma. |
| 5   | Ley General de Descentralización                   | Decreto 14-2002 del Congreso de la República de Guatemala. Regula el deber constitucional del Estado, y por ende del municipio, de promover y aplicar la descentralización y desconcentración económica y administrativa.                                |

El gobierno de los municipios está a cargo de un Concejo Municipal mientras que el código municipal —ley ordinaria que contiene disposiciones que se aplican a todos los municipios— establece que «el concejo municipal es el órgano colegiado superior de deliberación y de decisión de los asuntos municipales […] y tiene su sede en la circunscripción de la cabecera municipal»; el artículo 33 del mencionado código establece que «[le] corresponde con exclusividad al concejo municipal el ejercicio del gobierno del municipio».
El concejo municipal se integra con el alcalde, los síndicos y concejales, electos directamente por sufragio universal y secreto para un período de cuatro años, pudiendo ser reelectos.
Existen también las Alcaldías Auxiliares, los Comités Comunitarios de Desarrollo (COCODE), el Comité Municipal del Desarrollo (COMUDE), las asociaciones culturales y las comisiones de trabajo. Los alcaldes auxiliares son elegidos por las comunidades de acuerdo a sus principios y tradiciones, y se reúnen con el alcalde municipal el primer domingo de cada mes, mientras que los Comités Comunitarios de Desarrollo y el Comité Municipal de Desarrollo organizan y facilitan la participación de las comunidades priorizando necesidades y problemas.
Los alcaldes que ha habido en el municipio son:
- 2016-2020: Rolando Arturo Aquino Guerra[1]

## Historia

### Conquista de Chiquimula de la Sierra
A principios del siglo xvi, cuando ocurrió la conquista española, la región de Chiquimula de la Sierra, que ocupaba la zona del actual departamento de Chiquimula al este de los antiquos reinos poqomam y chajomá, estaba habitada por la población maya chortí (ch'orti). El primer reconocimiento español de esta región lo llevó a cabo en 1524 una expedición en la que participaron Hernando de Chávez, Juan Durán, Bartolomé Becerra y Cristóbal Salvatierra, entre otros. En 1526, tres capitanes españoles, Juan Pérez Dardón, Sancho de Barahona y Bartolomé Becerra, invadieron Chiquimula bajo las órdenes de Pedro de Alvarado. La población indígena no tardó en rebelarse contra las exigencias excesivas de los españoles, pero la rebelión fue rápidamente sofocada en abril de 1530. Sin embargo, la región no fue considerada totalmente conquistada hasta la campaña encabezada por Jorge de Bocanegra en 1531-1532, que también abarcó algunas partes de Jalapa. Las aflicciones de las enfermedades del Viejo Mundo, la guerra y el exceso de trabajo en las minas y encomiendas afectaron profundamente a los habitantes nativos del oriente de Guatemala, en tal medida que la población indígena nunca se recuperó hasta los niveles anteriores a la conquista.
Las encomiendas no solamente organizaban a la población indígena como mano de obra forzada sino que era una manera de recompensar a aquellos españoles que se habían distinguido por sus servicios y de asegurar el establecimiento de una población española en las tierras recién descubiertas y conquistadas.  También servían como centro de culturización y de evangelización obligatoria pues los indígenas eran reagrupados por los encomenderos en pueblos llamados «Doctrinas», donde debían trabajar y recibir la enseñanza de la doctrina cristiana a cargo de religiosos de las órdenes regulares, y encargarse también de la manutención de los frailes.

### Época colonial
Durante la época colonial, el Corregimiento de Chiquimula comprendió los departamentos de Jutiapa, Jalapa, Chiquimula, Zacapa, El Progreso e Izabal, un territorio con una superficie de 21 313 km², casi un 20 % del actual territorio de Guatemala. El primer asentamiento de Chiquimula fue destruido por un violento huracán y los terremotos conocidos como de la Santísima Trinidad, en junio de 1765. Para esa época era grande y se encontraba en la parte oriente de la actual cabecera que fue levantada contigua a las ruinas de la iglesia de la Santísima Trinidad. A mediados del siglo xviii la población había llegado a su apogeo; aparte de la Iglesia Parroquial, había una Ermita, Casas Reales, Sala de Armas, cárceles públicas, cabildo indígena, mesones y viviendas. Las casas de los principales de la ciudad tenían techo de teja, mientras que las del resto del pueblo eran de paja, hojas o pajón; las Casas Reales, por su parte, albergaban la Casa de Justicia y la vivienda de los Corregidores. La ciudad estaba formada por los barrios de San Nicolás Obispo -donde estaba la iglesia principal-, San Juan, Santa Cruz, San Sebastián y El Calvario.
El terremoto del 2 de junio de 1765, o terremoto de la Santísima Trinidad, destruyó la cabecera de la provincia de Zacapa y Chiquimula de la Sierra, arruinando la iglesia, dejando cincuentra y tres fallecidos y numerosos heridos, entre ellos el cura párroco y el Corregidor, Joseph Antonio Ugarte.

### Tras la Independencia de Centroamérica

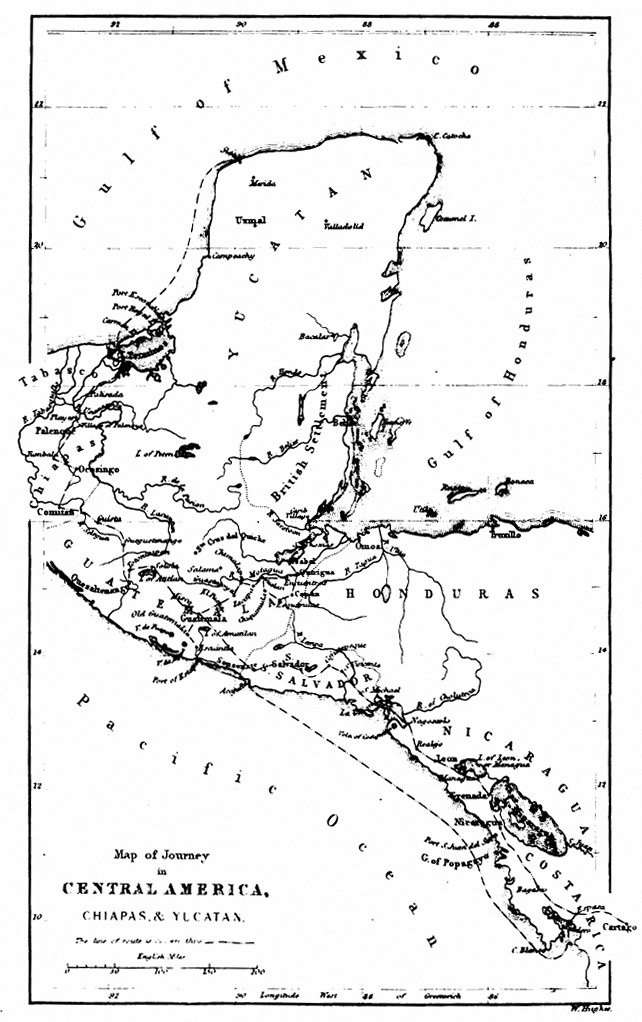
Mapa de Guatemala en 1839, elaborado por el arquitecto británico Frederick Catherwood, quien visitó Guatemala en compañía del explorador estadounidense John Lloyd Stephens en comisión del presidente de los Estados Unidos, Martin Van Buren.

El Estado de Guatemala fue definido de la siguiente forma por la Asamblea Constituyente de dicho estado que emitió la constitución del mismo el 11 de octubre de 1825: «el estado conservará la denominación de Estado de Guatemala y lo forman los pueblos de Guatemala, reunidos en un solo cuerpo.  El estado de Guatemala es soberano, independiente y libre en su gobierno y administración interior.»
Chiquimula fue uno de los municipios originales del Estado de Guatemala fundado en 1825; era la cabecera del departamento de Chiquimula, el cual tenía a los municipios de Zacapa, Acasaguastlán, Sansaria, Esquipulas, Jalapa, y Mita.
La constitución del Estado de Guatemala promulgada el 11 de octubre de 1825 —y no el 11 de abril de 1836, como numerosos historiadores han reportado incorrectamente — creó los distritos y sus circuitos correspondientes para la administración de justicia según el Código de Lívingston traducido al español por José Francisco Barrundia y Cepeda; el poblado de Chiquimula fue sede del Circuito del mismo nombre en el Distrito N.º4 (Chiquimula); a este circuito pertenecían también: San José, Ipala, Orégano, Cubiletes, Hermita, Alotepeque, San Isidro, Concepción, Esquipulas, Atulapa, Jagua, Olopa, Piedra de Amolar, Orcones, Jupilingo, Camotán, Jocotán, San Juan Hermita, Chancó, San Nicolás, Quezaltepeque, San Jacinto, Santa Elena y San Esteban.

### Gobierno del mariscal Vicente Cerna y Cerna

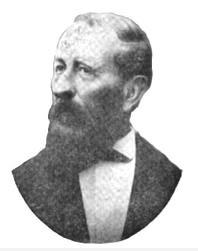
Mariscal Vicente Cerna y Cerna, presidente de Guatemala de 1865 a 1871. Era oriundo de Ipala, Chiquimula.

Durante el gobierno conservador del capitán general Rafael Carrera, uno de sus principales aliados fue el Mariscal Vicente Cerna y Cerna, quien era originario de Chiquimula.  Cerna nació en el municipio de Ipala a principios del siglo xix, y, gracias a sus servicios militares bajo el mando de Carrera, fue nombrado procurador y corregidor de Chiquimula; participó en la Batalla de la Arada como coronel, al mando de una facción del Ejército conservador de Guatemala cuando era corregidor de Chiquimula en 1851.  Posteriormente, estuvo entre los firmantes del acta en donde se declara a Carrera como Presidente Vitalicio de Guatemala en 1854. 
En 1863 el general hondureño José María Medina Castejón, con su alto mando compuesto entre otros oficiales por el general Florencio Xatruch, y el teniente coronel Juan Antonio Medina Orellana, conversaron con el general Rafael Carrera, quien reunió un ejército con hondureños, salvadoreños y guatemaltecos comandados por el entonces general brigadier Vicente Cerna y Cerna.  Este ejército invadió Honduras, tomando Cucuyagua el 10 de junio y luego “Los Llanos” de Santa Rosa el 15 de junio, consiguiendo que luego de esta acción, las comunidades de Gracias a Dios y sus alrededores proclamaran a José María Medina como presidente de Honduras;.  Finalmente, marcharon hacia la capital Comayagua para deponer al presidente interino José Francisco Montes Fonseca. Las tropas gubernamentales de Honduras, incendiaron la ciudad de Comayagua antes de huir al ver que el ejército de Cerna les superaba.  Tras esta acción, el general brigadier Cerna fue ascendido a Mariscal.
En 14 de abril de 1865 murió el capitán general Rafael Carrera, y la asamblea se reunió el 3 de mayo para elegir al hombre que debería sustituirlo en la presidencia de la República, saliendo destinado el mariscal Cerna, quien aún desempeñaba el puesto de corregidor de Chiquimula. El consejero de Estado, Manuel Francisco González no logró superar los 26 votos.
Entre los logros de su mandato se encuentran la introducción del telégrafo, el estudio de líneas de ferrocarril y la construcción del puerto de San José en el Pacífico. Sin embargo, no fue capaz de prever la transición de la exportación del añil hacia la del café, manteniendo el país en un estado de feudalismo, según palabras del escritor guatemalteco y Premio Nobel de Literatura 1967 Miguel Ángel Asturias en su libro Hombres de maíz.

### Demarcación política de Guatemala de 1902
En 1902, el gobierno del licenciado Manuel Estrada Cabrera publicó la Demarcación Política de la República, y en ella se describe a Chiquimula así: «su cabecera es la ciudad del mismo nombre, a 379 m sobre el nivel del mar y a 188 km de la capital de la República, ocupa una área de 802 caballerías.  Su clima, generalmente caliente, es templado en unas partes y frío en otras, pero siempre sano.  Constituyen sus principales cultivos, caña de azúcar, maíz, frijol, y tabaco.  Gran parte de sus habitantes se dedica a la crianza de ganado».

### SigloXXI: Mancomunidad de Nor-Oriente de Guatemala
En 2000, Chiquimula se integró a la Mancomunidad de Nor-Oriente de Guatemala, la cual es una agrupación política y administrativa de once de los treinta y cuatro municipios de la región III o Nororiental de Guatemala gestiona el desarrollo social, cultural, político, económico y ambiental a través del impulso de la participación ciudadana de los diversos sectores locales.

## Religión
| Religión en Chiquimula | Religión en Chiquimula | Religión en Chiquimula | Religión en Chiquimula | Religión en Chiquimula |
| ---------------------- | ---------------------- | ---------------------- | ---------------------- | ---------------------- |
| Religión               | Religión               |                        | Porcentaje             | Porcentaje             |
| Catolicismo            | Catolicismo            |                        | 49.4 %                 | 49.4 %                 |
| Protestantismo         | Protestantismo         |                        | 29.2 %                 | 29.2 %                 |
| Sin religión           | Sin religión           |                        | 18.9 %                 | 18.9 %                 |
| Otras                  | Otras                  |                        | 2.5 %                  | 2.5 %                  |

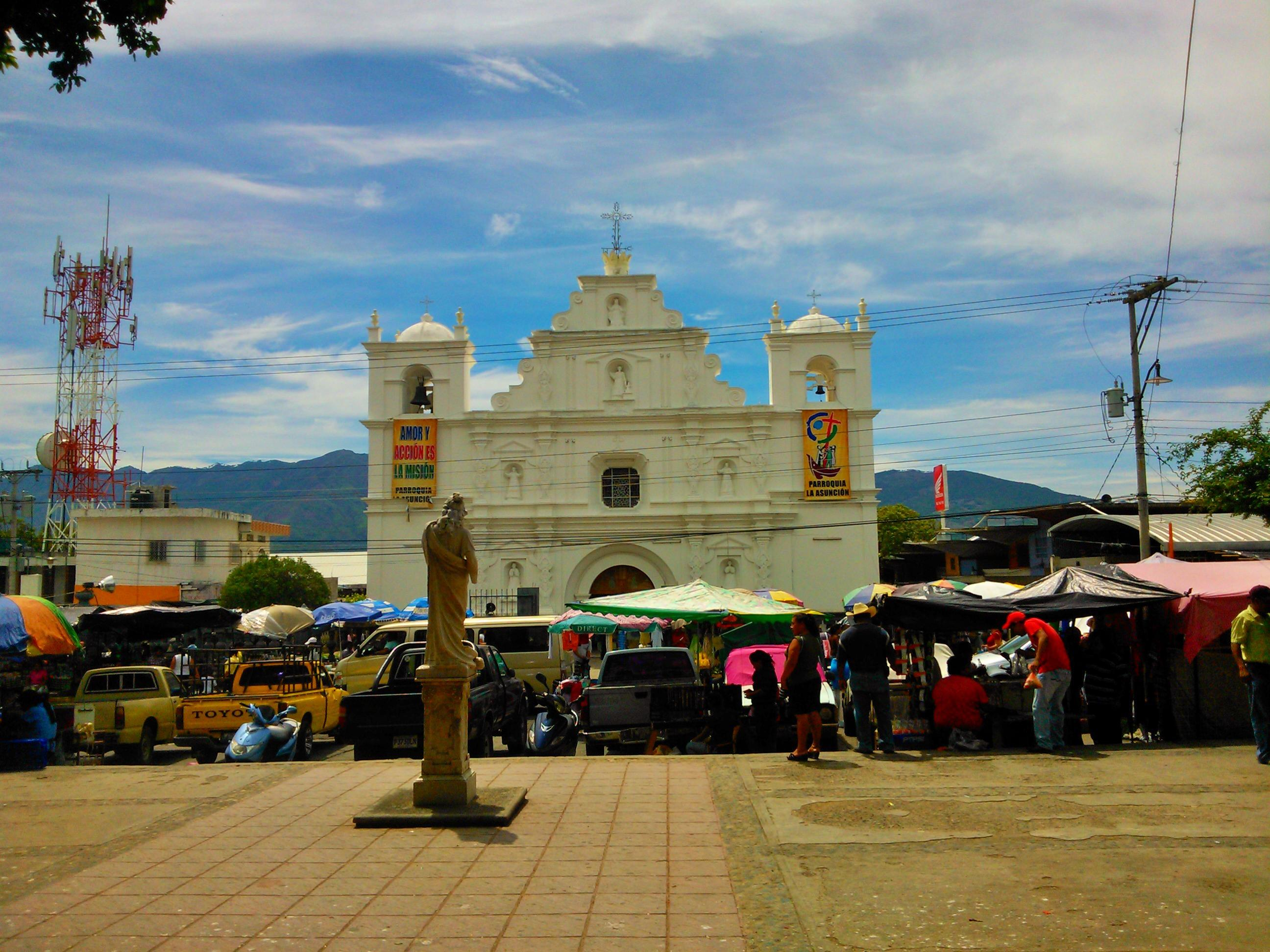
Iglesia del Departamento de Chiquimula

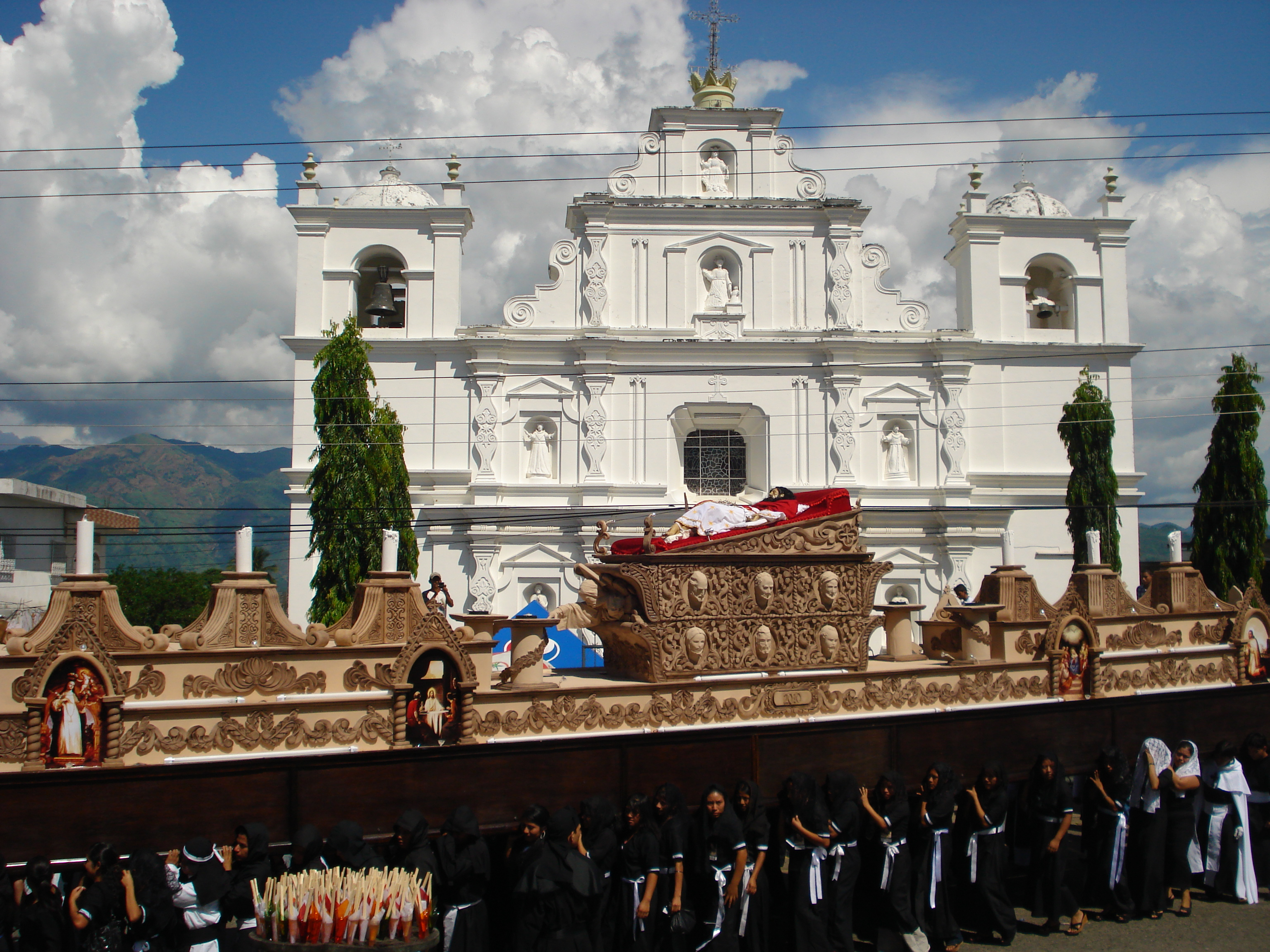
Procesión del Señor Sepultado saliendo del Santuario de la Virgen del Tránsito, en la 7a. Avenida, zona 1

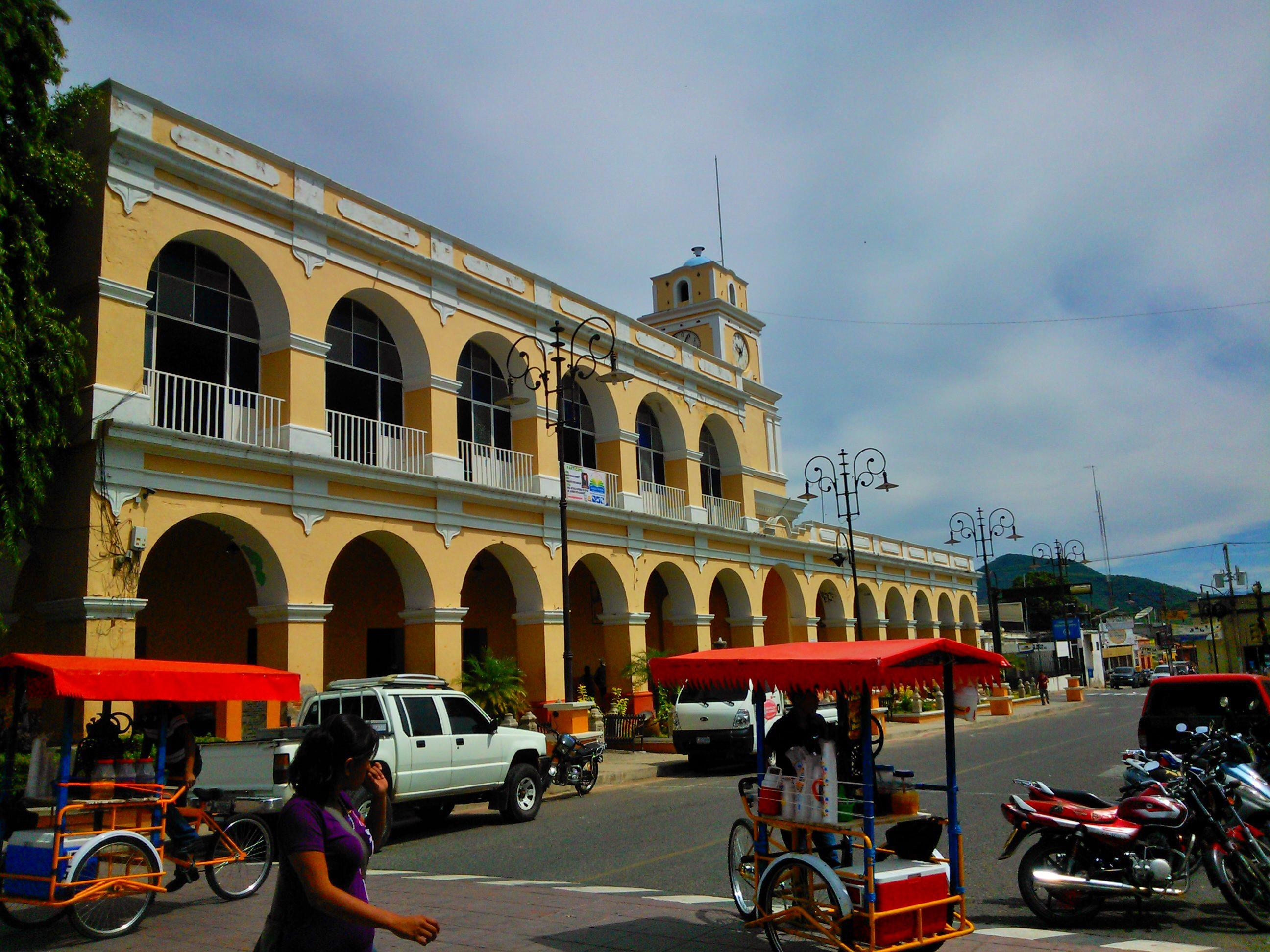
Palacio Municipal de Chiquimula.

En la ciudad de Chiquimula, alrededor del 58% de la población profesa la fe católica, lo cual la convierte en la creencia predominante. En la vida religiosa de los chiquimultecos se destacan las devociones a la Patrona de la ciudad, la Virgen del Tránsito, cuya fiesta se celebra el 15 de agosto de cada año. Es de mencionarse, la devoción hacia la consagrada imagen de Jesús Nazareno del Calvario, al cual muchos le llaman Padre Jesús del Calvario; su fiesta se celebra en enero y para finalizar las celebraciones, se culmina con una solemne procesión que recorre gran parte del Centro Histórico y varios barrios de la ciudad. Asimismo se celebra año con año a la Consagrada Imagen del Señor Sepultado y su Madre, la Virgen Dolorosa, que se encuentran en el Santuario Nuestra Señora del Tránsito; se les celebra a mediados del mes de septiembre y también son llevados en una solemne procesión que recorre las principales calles de la ciudad. Cada 12 de diciembre se celebra a la Virgen de Guadalupe con una procesión sale de la Iglesia del Calvario hacia la Iglesia Parroquial y muchos padres visten a sus hijos con traje típico  de Guatemala. Cabe mencionar también, las celebraciones en honor San Francisco de Asís, San Antonio de Padua y Nuestra Señora de la Candelaria.
En la ciudad de Chiquimula, existen dos parroquias: la parroquia de la Asunción y la parroquia de San Francisco de Asís. La primera, abarca el sector central de la ciudad, así como también las zonas 2, 4, 5 y 6, y tiene bajo su administración las iglesias de Nuestra Señora del Tránsito, El Calvario, Nuestra Señora de la Candelaria, Madre del Buen Pastor del Barrio el Molino, Nuestra Señora de los Ángeles de la colonia Ruano y la iglesia de San Antonio de Padua del Barrio El Zapotillo. Mientras que la segunda, la Parroquia de San Francisco, abarca la zona 3, parte de la zona 2 y parte de la zona 7, y bajo ella se encuentra los templos de San Francisco y la iglesia del Sagrado Corazón de Jesús del Barrio Shusho Abajo. Estas dos parroquias también tiene bajo su control las demás áreas rurales del municipio.
Dentro de las dos parroquias existen varios movimientos o comunidades. Entre ellas: Pequeñas Comunidades Cristianas, Cursillos de Cristiandad, Orden Franciscana Seglar, Juventud Franciscana, Juventudes Marianas Vicentinas, Movimiento Juvenil Cristiano, Pastoral Juvenil, Camino Neocatecumenal, Movimiento Familiar Cristiano, Proceso de Nueva Evangelización, así como también existen hermandades.
Sin embargo, no toda la población profesa la religión católica, sino que existen grupos protestantes que abarcan cerca del 30% de la población. Dichos grupos con anterioridad pertenecían a la línea protestante tradicional, sin embargo, en las últimas décadas se han adherido a la corriente pentecostal. Las principales creencias protestantes en Chiquimula son: evangélicos, bautistas, pentecostales, metodistas, adventistas, Testigos de Jehová, mormones, entre otros.

### Iglesia de la Virgen de la Asunción de Chiquimula de la Sierra

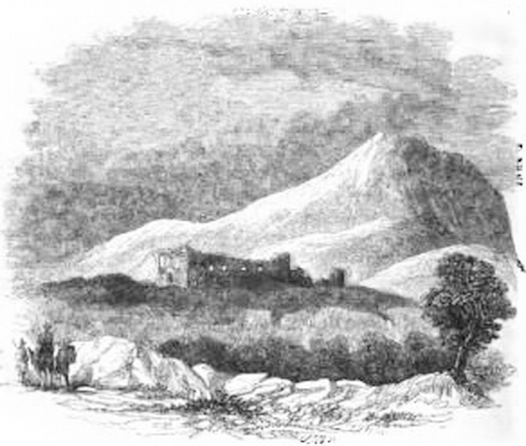
Iglesia de Chiquimula en ruinas en 1840. Descrita en ese entonces por el explorador inglés John L. Stephens como una «gigantesca iglesia en ruinas. Tenía setenta y cinco pies de frente y doscientos cincuenta de fondo, y las paredes eran de diez pies de ancho. La fachada estaba adornada con ornamentos y figuras de santos, enormes. El techo se había derrumbado, y adentro había masas enormes de piedra, y muchos árboles y arbustos».

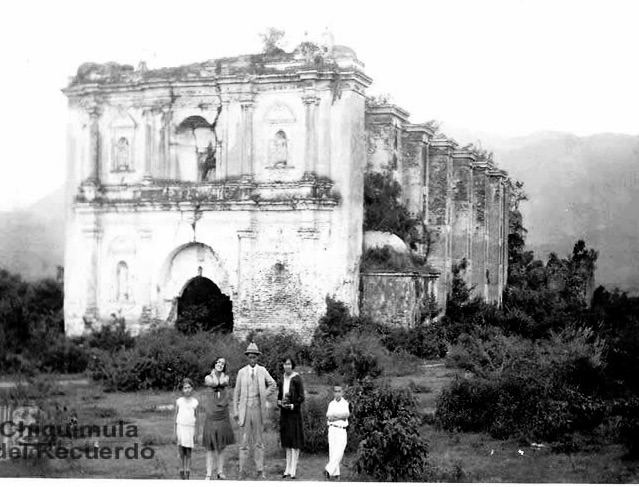
Iglesia de Chiquimula de la Sierra en 1928.

La provincia de Chiquimula de la Sierra era una de las diez que formaban la diócesis de Guatemala durante la colonia española; luego de la conquista definitiva en 1530, se inició la construcción de la iglesia, a la que también se le llamó San Nicolás Obispo de Chiquimula de la Sierra, o templo de la Santísima Trinidad.
La iglesia de la Virgen de la Asunción de Chiquimula de la Sierra fue mencionada por primera vez en la Recordación Florida de Francisco Antonio de Fuentes y Guzmán -ca. 1690- quien la describió como «una iglesia de gran buque, con no común arquitectura en la sacristía y capilla mayor, con dos elegantes bóvedas, más lo demás de su estructura se cubre con paja frágil.  Su retablo principal con ostentación de grande planta, con elegantes tallas y retablos y adorno bien esmerado de bultos e imágenes primorososas, de docta y simétrica escultura y pintura de gran perfección y viveza. Éste, si bien el principal, de mayor costo, no excede en sus esmeros a otros colaterales y que adornan lustrosamente el resto claro y despejado de aquella iglesia». Las bóvedas se terminaron después de 1700 y en esa misma época los artesanos Francisco y Ramón Cárdenas se comprometieron a dorar y estofar el retablo mayor de tres cuerpos y un remate, con la autorización de las autoridades locales -Dr. Tomás de Rodríguez y Escobar, vicario foráneo de Chiquimula, el capitán Domingo de la Vega, alcalde mayor y teniente de capitán general, y alférez Juan del Pozo, teniente general de la Provincia y vecino de Chiquimula-.
Los trabajos de la iglesia fueron concluidos en 1707, pero en 1733 un sismo dañó los arcos, bóvedas, la fachada y el campanario; los daños fueron menores y el albañil Juan de los Santos, que trabajaba en la reconstrucción, calculó que «bastaba con seis mil ladrillos y dos mil anegas de cal para repararlo en cuatro meses».  Los sismos continuaron, y en 1743 otro daño la fachada, la que fue reparada en 1745.  Pero, finalmente, el terremoto del 2 de junio de 1765, o terremoto de la Santísima Trinidad, destruyó la cabecera de la provincia de Zacapa y Chiquimula de la Sierra, arruinando la iglesia, dejando cincuentra y tres fallecidos y numerosos heridos, entre ellos el cura párroco y el Corregidor, Joseph Antonio Ugarte.
En 1770, el recién nombrado arzobispo Pedro Cortés y Larraz en su Descripción Geográfico-Moral de la Diócesis de Guatemala describió cómo fue destruida y abandonada la iglesia:  del 2 al 4 de junio de 1765, hubo intensas lluvias e inundaciones, que destruyeron la iglesia y los pueblos aledaños. La iglesia y la casa del cura párroco quedaron destruidas, después de haber sido las más grandes del clero secular de la diócesis.
En 1840, ya en la época independiente de Guatemala durante el gobierno del general Rafael Carrera, el arqueólogo y explorador inglés John L. Stephens recorrió Guatemala, y describió así la iglesia de Chiquimula: «encaminándonos hacia abajo hasta la orilla de la meseta, vimos lo que no había llamado la atención desde la distancia: una gigantesca iglesia en ruinas.  Tenía setenta y cinco pies de frente y doscientos cincuenta de fondo, siendo los muros de diez pies de espesor.  La fachada estaba adornada con ornamentos e imágenes de santos, más grandes que lo natural.  El techo se había derrumbado y en el interior había grandes bloques de piedra y argamasa y una espesa vegetación. Fue edificada por los españoles en el sitio del antiguo pueblo indígena; pero habiendo sido dos veces destrozada por los terremotos, sus habitantes la abandonaron, edificando el pueblo donde se encuentra ahora.  El lugar arruinado se utiliza ahora como cementerio; adentro de la iglesia se encontraban los restos de los sacerdotes y monjes, con sus respectivas lápidas.»
En el siglo XXI, la iglesia se encuentra totalmente en ruinas.

## Economía local
Según el Censo Nacional de Guatemala del 2002, el 53.4 % de sus habitantes son catalogados como económicamente activos. La mayoría de sus habitantes se dedican al comercio, la agricultura y los servicios públicos. Chiquimula es una de las ciudades con mayor comercio del oriente guatemalteco ya que se encuentra ubicada a la orilla de la carretera hacia la frontera con Honduras y El Salvador. Entre los centros de comercio más importantes se encuentran el Mercado Central, Mercado la Terminal y el Centro Comercial Pradera. La ciudad posee una gran variedad de bancos y cooperativas, y varios negocios regionales.
Al norte de la ciudad, y ya en las periferias hay una pista de aterrizaje para avionetas privadas, sin embargo, las autoridades gubernamentales del municipio han planeado reconstruirla y elevarla a la categoría de aeropuerto para así mejorar la economía chiquimulteca. Además tiene una terminal de autobuses de la cual se puede transportar pasajeros a toda la ciudad, el departamento y a Zacapa, Puerto Barrios y la Ciudad de Guatemala.
Sin embargo, a pesar de su gran crecimiento comercial, Chiquimula aún cuenta con una importante parte de su población viviendo bajo la pobreza. Se estima, según importantes estudios, que el 32,61% de sus habitantes viven en la pobreza, y el 5% en la pobreza extrema.

## Educación

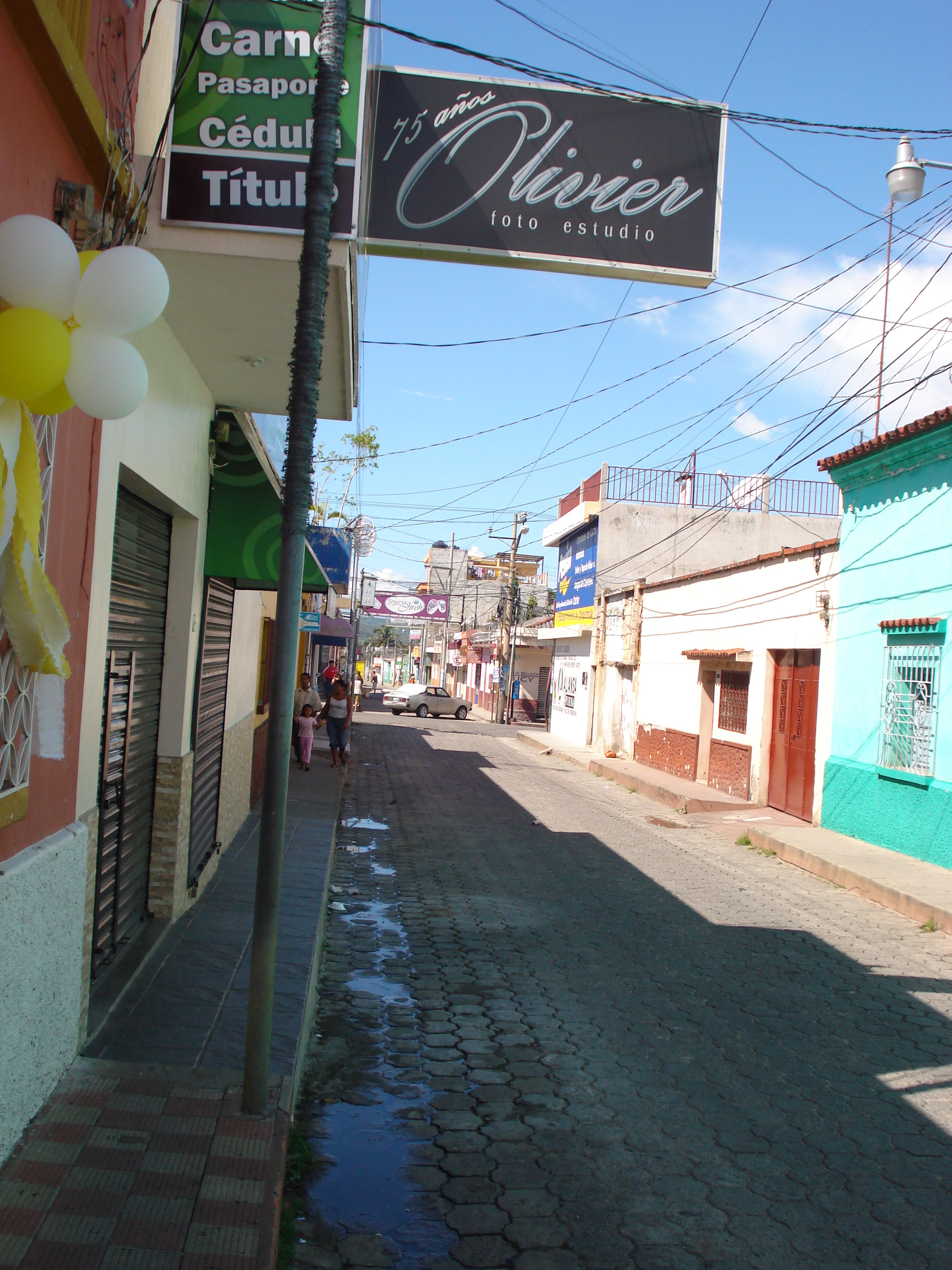
9a. Avenida, zona 1: Popular y transitado sector del Barrio «El Teatro», cercano al Salón de Obreros «El Porvenir», zona 1.

Según el censo de 2002, el 57,1% de la población está alfabetizada. Aunque no se cuentan con datos oficiales, se supone que la población alfabetizada en la ciudad es mucho más alta que en las aldeas.

### Educación Primaria
La educación primaria es la etapa de la educación que cuenta con más establecimientos públicos y privados dentro del área urbana de Chiquimula. Las principales escuelas públicas son: Escuela oficial urbana para varones de oriente «Abraham A. Cerezo», Escuela oficial urbana para niñas de oriente «Tránsito Flores Morales», Escuela Anexa de Aplicación al INSO, Escuela Anexa de Aplicación al INVO, Escuela «Juan Manuel Aguirre», Escuela «Florencio Méndez» y otras más.

### Educación Media y Universidades
En lo que es Educación Media cuenta con varios institutos públicos: INVO (Instituto Normal para Varones de Oriente), el INSO (Instituto Normal para Señoritas de Oriente) y el Instituto Experimental «Dr. David Guerra Guzmán», entre otros. En el área privada cuenta con colegios prestigiosos como el Liceo la Salle y la Sagrada Familia, que son de religión católica, el Colegio Evangélico Mixto Amigos, que es el colegio privado más antiguo que existe en el oriente guatemalteco, el colegio ESDEO (Escuela Secundaria de Oriente), el Colegio Superior de Informática Higa, y muchos otros más. El INTECAP tiene una sede en Chiquimula que sirve para todo el departamento.
Cuenta con la sede para el oriente de la universidad San Carlos de Guatemala; Centro Universitario de Oriente (CUNORI), una pequeña sede local de la universidad Mariano Gálvez de Guatemala, una sede de la Universidad Galileo y una sede de la Universidad Rural de Guatemala.

## Patrimonio cultural

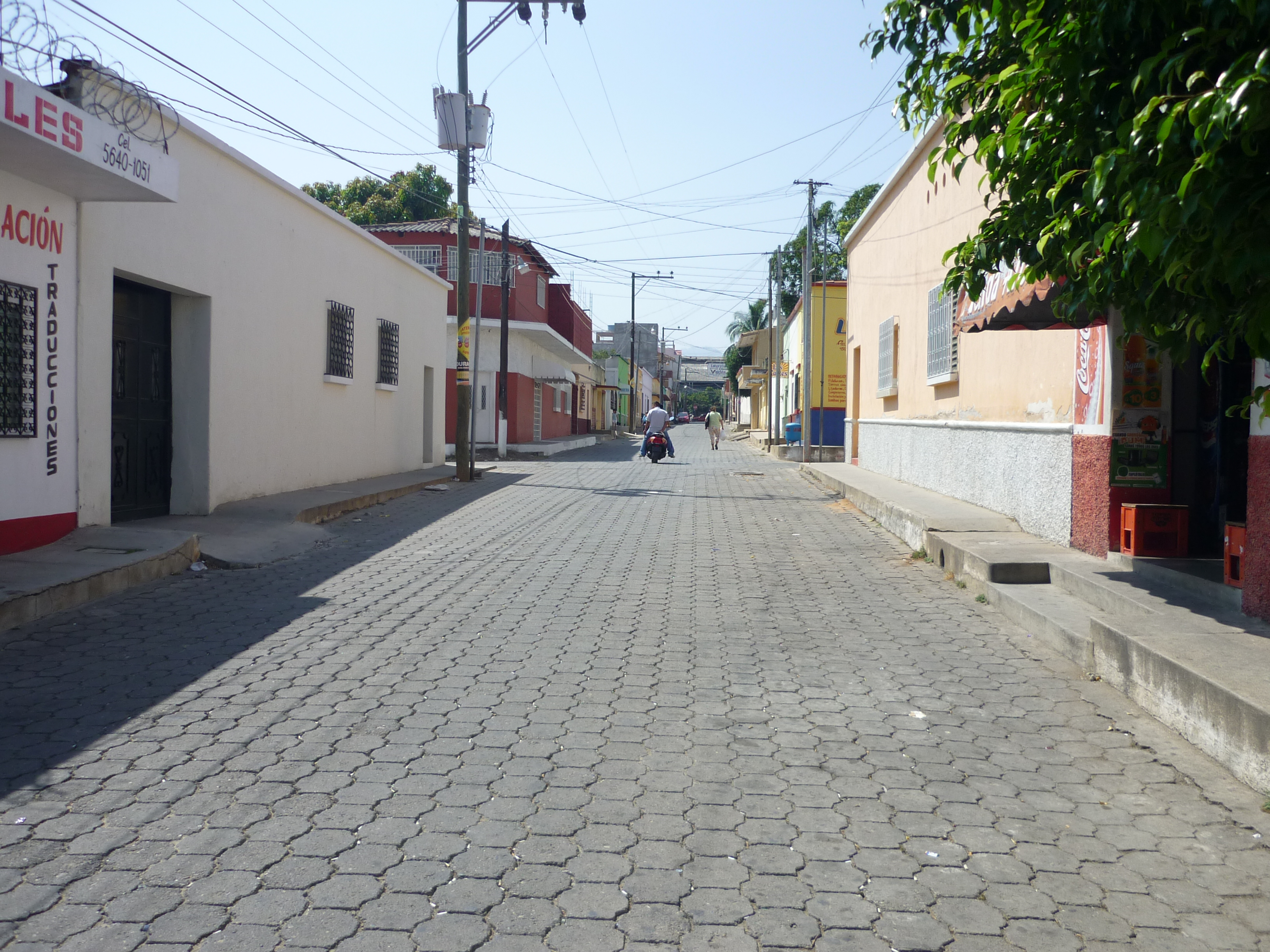
La colonia El Milagro; parte de la zona 2 de Chiquimula

Chiquimula se ha destacado a nivel nacional en lo que respecta a cultura, y por ello muchos guatemaltecos la reconocen con honrosos nombres como «La Cuna de la Cultura» o la «Maestra Eterna».
Los chiquimultecos parecen poseer un don especial para contar chistes y leyendas antiquísimas como el Cadejo, la Llorona, La Siguanaba y El Sombrerón. Por lo general las personas de esta ciudad son cálidas y de buena fe, y por supuesto no falta en ellas el típico acento de la región oriental de Guatemala.
Previo a la época de la Cuaresma, las personas celebran el Carnaval en el Parque Central "Ismael Cerna", festejándolo con coloridos cascarones de huevo, pinturas, retacitos de papel, polvos «pica-pica» y disfraces. 
Ya entrada la Cuaresma, cada viernes los católicos de la ciudad realizan cortejos procesionales desde el Santuario Nuestra Señora del Tránsito, culminando con una misa en la Iglesia del Calvario donde acuden miles de personas. De éstas procesiones se destacan sin duda alguna, las de la Semana Santa, donde los chiquimultecos adornan las calles por donde recorrerá la procesión con coloridas alfombras y flores, los balcones con palmas y banderines, mientras esperan en las aceras con comidas de la época. Es de mencionar la misa del Domingo de Ramos donde miles de feligreses acuden al Calvario a tempranas horas del día, y que al terminar sale la Procesión del Señor Resucitado recorriendo varias calles y avenidas del Centro de la ciudad.
Chiquimula realiza año con año el evento de elección de «Señorita Chiquimula», en el cual se inviste a la nueva soberana de la belleza para representar a la ciudad en la Feria Patronal y varios eventos a nivel nacional o internacional.
Su feria patronal se celebra del 12 al 18 de agosto en honor a la Virgen del Tránsito, siendo el día principal el 15. La feria se realiza en un gran campo especial para el evento cerca del Coliseo y la terminal de buses. En esas fechas dicho campo se satura de ventas comerciales informales, vendedores ambulantes, casetas y exposiciones. Para la feria de la ciudad no pueden faltar las tradicionales «ruedas», como las llaman los chiquimultecos, que son juegos mecánicos.
En la feria patronal, se destacan las corrida de toros, que se realizan en el Coliseo Municipal Carlos Edmundo Pinto Cordero, donde se hace un homenaje cada año a un ganadero importante de la región y se invita a toreros de diferentes partes de Guatemala y el extranjero.
Otras fiestas importantes que se celebran son el Día de Todos los Santos y Fieles Difuntos. Donde miles de personas acuden a los cementerios o panteones, a visitar a sus seres queridos. Varias personas llegan desde tempranas horas de día y permanecen ahí hasta el anochecer con serenatas, comidas o rezos.
En el mes de diciembre, al igual que en Guatemala y otros países, se llevan a cabo las tradicionales Posadas que consisten en unas andas pequeñas que transportan las imágenes de la Virgen María y San José, recordando así el recorrido que estos personajes tuvieron que realizar antes de la llegada del Niño Jesús. De esta manera muchos chiquimultecos abren las puertas de sus hogares para recibir la posada y pasar un momento agradable junto con la familia y personas que acompañan la posada cantando y rezando, o incluso quebrando una piñata. 
Yendo hacia la aldea La Laguna y la laguna el Jute, hay mirador a la orilla de la carretera, en donde se puede apreciar una maravillosa vista de la ciudad y sus alrededores. Cuenta con varios hoteles locales y posee sitios turísticos como diferentes piscinas, y las ruinas de la Iglesia Vieja, entre otros.

## Deporte
La ciudad cuenta con su propio estadio de fútbol, denominado Las Victorias siendo también la sede del equipo C.S.D. Sacachispas y Sacachispas Femenino. El estadio no sólo es utilizado para partidos de fútbol, sino que también se usa para eventos musicales, religiosos y educativos.
Posee unas instalaciones deportivas de la CDAG para la práctica de deportes como baloncesto, balonmano, esgrima o patinaje. Asimismo cerca del Estadio Las Victorias, se ubica la piscina olímpica. 

## Parques y recreación
Cuenta con dos parques importantes: el Parque Central Ismael Cerna, nombrado así por el célebre poeta ipalteco, rodeado por la Municipalidad, el Mercado Central, la Iglesia católica de la Virgen del Tránsito, el INVO, el INSO, y algunos comercios; y el Parque 20 de Octubre conocido como "Parque el Calvario" debido a estar enfrente de la iglesia católica del mismo nombre, al lado izquierdo se encuentra una plazuela muy colorida la cual se nombró con él nombre de Padre Angel, un eclesiástico de gran renombre para la región y restaurantes locales.

## Hospitales
Cuenta con el Hospital Modular Carlos Arana Osorio, el cual brinda servicio a todo el departamento. Además existen algunos pequeños hospitales privados y sanatorios locales.

## Medios de comunicación
Es sede de pequeños canales de televisión por cable que solo se pueden ver en el departamento y algunas emisoras de radio. Cabe resaltar que se cuenta con Medios de comunicación digitales como Noticias Chiquimula, Visor deportivo y la nueva radio con plataforma digital 94puntocom

## Personas destacadas
- Ismael Cerna (1856-1901), poeta conservador y coronel del ejército, sobrino del Mariscal Cerna.[35]
- Vicente Cerna y Cerna (1815-1885), Mariscal del Ejército conservador de Rafael Carrera, Corregidor de Chiquimula y Presidente de Guatemala de 1865 a 1871.
- Isabel de los Ángeles Ruano (1945-), escritora, poeta, periodista y docente guatemalteca.
- Humberto Porta Mencos (1901-1968), poeta, periodista y escritor.
- Pedro Tenas (2000), figura pública muy reconocida en la ciudad por sus grandes aportaciones en diversos campos

## Otras cabeceras departamentales
| Departamento | Cabecera       | Departamento  | Cabecera              | Departamento  | Cabecera      | Departamento   | Cabecera       |
| ------------ | -------------- | ------------- | --------------------- | ------------- | ------------- | -------------- | -------------- |
| Alta Verapaz | Cobán          | Baja Verapaz  | Salamá                | Chimaltenango | Chimaltenango | Jutiapa        | Jutiapa        |
| El Progreso  | Guastatoya     | Quiché        | Santa Cruz del Quiché | Escuintla     | Escuintla     | Huehuetenango  | Huehuetenango  |
| Izabal       | Puerto Barrios | Jalapa        | Jalapa                | Petén         | Flores        | Quetzaltenango | Quetzaltenango |
| Retalhuleu   | Retalhuleu     | Sacatepéquez  | Antigua Guatemala     | San Marcos    | San Marcos    | Santa Rosa     | Cuilapa        |
| Sololá       | Sololá         | Suchitepéquez | Mazatenango           | Totonicapán   | Totonicapán   | Zacapa         | Zacapa         |